# Крумбах (Баварія)
Крумбах (нім. Krumbach) — громада в Німеччині, знаходиться в землі Баварія. Підпорядковується адміністративному округу Швабія. Входить до складу району Гюнцбург. Центр об'єднання громад Крумбах.
Площа — 44,75 км2. Населення становить 13 568 ос. (станом на 31 грудня 2020).